# Monoskop (pořad)
Monoskop je čtrnáctideník České televize zaměřený na trendy v oblasti české a světové televizní produkce, zrušený v roce 2013 po odvysílání prvních tří dílů. Jednalo se o jeden z prvních původních pořadů tehdy nově vzniklého kanálu ČT art.

## Vysílání
Již při představení chystaného programu ČT art byl součástí konceptu magazín zaměřený na trendy v televizním prostředí s pracovním názvem Canale Grande. Stanice ČT art začala vysílat 31. srpna 2023, magazín s finálním názvem Monoskop byl zařazen do vysílání každou druhou středu ve 20:25. Iniciátorem vzniku pořadu o televizi na ČT art byl mediální analytik Milan Kruml. Autorem námětu a dramaturgem pořadu byl Dušan Mulíček, výkonnou producentkou Kamila Zlatušková, režijně se na pořadu podíleli Bohdan Bláhovec a Zuzana Dubová. Pořad vznikal v brněnském studiu ČT.
Podle informací serveru DigiZone (k roku 2023 spadající pod Lupa.cz) z července 2013 měl být pořad vysílán každý týden se stopáží 55 minut, skutečná délka každého z odvysílaných dílů byla ale nakonec cca 27 minut. V odvysílaných dílech se objevily rubriky Osobnost Monoskopu (jejímiž hosty byli scenáristé Štěpán Hulík a Michael Hirst) a Můj život s televizí (ve které účinkovali Čokovoko, František Fuka, Vít Klusák a Filip Remunda). Magazín se dále během své krátké existence stihl věnovat videoklipům, televizní scenáristice, cenám Emmy, pokrytí historických témat v televizní produkci, nelegálnímu běloruskému remaku sitcomu Teorie velkého třesku Teoretiki a animovanému seriálu God, the Devil and Bob.

## Zrušení a hodnocení
Po odvysílání prvních dvou dílů Česká televize oznámila stažení pořadu z vysílání, které v oficiálním vyjádření ČT Milan Kruml odůvodnil výběrem příliš širokých témat, která nemohli tvůrci v rámci zvoleného formátu dostatečně analyzovat. Ředitel vývoje pořadů ČT Jan Maxa rovněž poukázal na věcné chyby, které měl obsahovat druhý díl. Ondřej Aust ze serveru Médiář ale upozornil na to, že se tvůrci pořadu v dané epizodě v příspěvku o televizní scenáristice věnovali výhradně tvorbě TV Nova, a že v pořadu dostali prostor scenáristé Jan Prušinovský a Štěpán Hulík, kteří zde hovořili o svých negativních zkušenostech s ČT. Zrušený pořad ve svém komentáři pro Respekt ocenil filmový kritik Kamil Fila, který Monoskop hodnotil jako jediný pořad tehdy nového programu ČT art hodný pochvaly (mj. vyzdvihl invenční způsob práce s kamerou v jednotlivých příspěvcích).
Sledovanost prvních dvou dílů Monoskopu se pohybovala v řádu tisíců diváků. Po oznámení zrušení pořadu byl odvysílán ještě třetí připravený díl, který byl již posledním.